# Красный Холм (Кемеровская область)
Красный Холм — посёлок в Новокузнецком районе Кемеровской области. Входит в состав Загорского сельского поселения.

## География
Центральная часть населённого пункта расположена на высоте 375 метров над уровнем моря.

## История
С 26 ноября 2013 года посёлок входит в Загорское сельское поселение, которое образовано в связи вступлением в силу Закона Кемеровской области от 7 марта 2013 года № 17-ОЗ. Прежде деревня была в составе ныне упразднённого Костёнковского сельского поселения.

## Население
По данным Всероссийской переписи населения 2010 года, в посёлке Красный Холм проживает 4 человека (2 мужчины, 2 женщины).